# Sture Djerf
Sture Sigvard Djerf, född 5 september 1920 i Örnsköldsvik, död 18 december 1999 i Solna församling, var en svensk skådespelare, regissör och manusförfattare. Han ligger begravd på Skogskyrkogården.
Djerf filmdebuterade 1943 i Hampe Faustmans Natt i hamn, regidebuten kom 1949 med en kortfilm om Ättika och Ättika.

## Filmografi
Roller
- 1943 – Natt i hamn
- 1944 – Vår Herre luggar Johansson
- 1944 – Stopp! Tänk på något annat
- 1945 – Den glade skräddaren
- 1946 – Ballongen
- 1946 – Kristin kommenderar
- 1947 – Onda ögon
- 1948 – En svensk tiger
- 1948 – Nu börjar livet
- 1948 – Vårt bygge
- 1952 – Foreign Intrigue (TV-serie)
- 1953 – I dimma dold
- 1954 – Taxi 13
- 1955 – Luffaren och Rasmus
- 1971 – Väckning kl. 06.00
- 1973 – Elsa får piano
- 1973 – Kvartetten som sprängdes (TV-serie)
- 1974 – De tre från Haparanda (TV-serie)
- 1975 – Garaget
- 1977 – Måndagarna med Fanny
- 1978 – Bevisbördan (TV-serie)
- 1980 – Mannen som blev miljonär
- 1983 – Profitörerna (TV-serie)
- 1987 – Ondskans år
- 1988 – Xerxes (TV-serie)
- 1990 – Den svarta cirkeln (TV-serie)
- 1990 – Fiendens fiende (TV-serie) (TV-serie)
- 1991 – "Harry Lund" lägger näsan i blöt!
- 1992 – Svarta banken
- 1995 – Rederiet (TV-serie)
- 1997 – Chock 7 - I nöd och lust (kortfilm)
- 1999 – Jakten på en mördare (TV-serie)

## Teater

### Roller (ej komplett)
| År   | Roll                 | Produktion                                            | Regi             | Teater                     |
| ---- | -------------------- | ----------------------------------------------------- | ---------------- | -------------------------- |
| 1938 | Scrubby              | Till främmande hamn Sutton Vane                       | Ingmar Bergman   | Mäster Olofsgårdens teater |
| 1939 | Hovmästaren          | Lycko-Pers resa August Strindberg                     | Ingmar Bergman   | Mäster Olofsgårdens teater |
| 1939 | Bergamin             | Romantik Edmond Rostand                               | Ingmar Bergman   | Mäster Olofsgårdens teater |
| 1939 | Daniel               | Han som fick leva om sitt liv Pär Lagerkvist          | Ingmar Bergman   | Mäster Olofsgårdens teater |
| 1940 | Den vise             | Timglaset William Butler Yeats                        | Ingmar Bergman   | Mäster Olofsgårdens teater |
| 1940 | Landstrykaren        | Soppkitteln William Butler Yeats                      | Ingmar Bergman   | Mäster Olofsgårdens teater |
| 1940 | Rosse                | Macbeth William Shakespeare                           | Ingmar Bergman   | Mäster Olofsgårdens teater |
| 1940 | Hertigen             | Svanevit August Strindberg                            | Ingmar Bergman   | Mäster Olofsgårdens teater |
| 1941 | Theseus              | En midsommarnattsdröm William Shakespeare             | Ingmar Bergman   | Sagoteatern                |
| 1942 | Gangstern            | Kaspers död Ingmar Bergman                            | Ingmar Bergman   | Stockholms studentteater   |
| 1943 | Rasmussen            | Vem är jag eller När fan ger ett anbud Carl Erik Soya | Ingmar Bergman   | Stockholms studentteater   |
| 1943 | Brodern              | U39 Rudolf Värnlund                                   | Ingmar Bergman   | Dramatikerstudion          |
| 1943 | Henning              | Geografi och kärlek Bjørnstjerne Bjørnson             | Ingmar Bergman   | Folkparksturné             |
| 1944 | Willie               | Livet är ju härligt William Saroyan                   | Per Knutzon      | Helsingborgs stadsteater   |
| 1944 |                      | En midsommarnattsdröm William Shakespeare             | Sandro Malmquist | Malmö stadsteater          |
| 1944 |                      | Jorden runt på 80 dagar Jules Verne                   | Alf Henrikson    | Malmö stadsteater          |
| 1947 | Stevens              | Röd i det blå Zoë Akins                               | Ernst Eklund     | Vasateatern                |
| 1947 | Lord Darlington      | Solfjädern Oscar Wilde                                | Martha Lundholm  | Vasateatern                |
| 1948 | Lind                 | Kärlekens komedi Henrik Ibsen                         | Martha Lundholm  | Vasateatern                |
| 1948 | Gilbert Frobisher    | Jane W. Somerset Maugham                              | Ernst Eklund     | Vasateatern Även turné     |
| 1949 | Blandinet            | Inte för er, mina damer Sacha Guitry                  | Martha Lundholm  | Vasateatern                |
| 1949 | Lyman Sanderson      | Harvey Mary Chase                                     | Martha Lundholm  | Vasateatern                |
| 1950 | Vincent              | Dafne James Bridie                                    | Ernst Eklund     | Vasateatern                |
| 1950 | Dominique Revol      | Ungkarlsmamman Marc-Gilbert Sauvajan och Fred Jackson | Martha Lundholm  | Vasateatern                |
| 1951 | Garibaldi            | Skaffa mig en våning Doris Frankel                    | Per Gerhard      | Vasateatern                |
| 1951 | Blandinet            | Inte för er, mina damer Sacha Guitry                  | Martha Lundholm  | Vasateatern                |
| 1952 | Max                  | Den eviga kärleken Armand Salacrou                    | Per Gerhard      | Vasateatern                |
| 1958 | Henry Hailsham-Brown | Spindelnätet (The Spider's Web) Agatha Christie       | Gösta Cederlund  | Lilla Teatern              |

### Fotnoter
1. 1 2  ”Sture Djerf”. Svensk Filmdatabas. http://www.sfi.se/sv/svensk-filmdatabas/Item/?type=PERSON&itemid=61551&ref=%2ftemplates%2fSwedishFilmSearchResult.aspx%3fid%3d1225%26epslanguage%3dsv%26searchword%3dSture+Djerf%26type%3dPerson%26match%3dBegin%26page%3d1%26prom%3dFalse. Läst 22 februari 2013.
2. ↑  ”Sture Djerf”. Stockholms stad. http://hittagraven.stockholm.se/sv/Skogskyrkogarden/2/27/433/1. Läst 22 februari 2013.
3. ↑  ”Till främmande hamn”. Stiftelsen Ingmar Bergman. http://ingmarbergman.se/verk/till-fr%C3%A4mmande-hamn. Läst 16 oktober 2015.
4. ↑  ”Lycko-Pers resa”. Stiftelsen Ingmar Bergman. http://ingmarbergman.se/verk/lycko-pers-resa. Läst 16 oktober 2015.
5. ↑  ”Höstrapsodi/Romantik”. Stiftelsen Ingmar Bergman. http://ingmarbergman.se/verk/höstrapsodiromantik. Läst 16 oktober 2015.
6. ↑  ”Han som fick leva om sitt liv”. Stiftelsen Ingmar Bergman. http://ingmarbergman.se/verk/han-som-fick-leva-om-sitt-liv. Läst 16 oktober 2015.
7. 1 2  ”Timglaset/Soppkitteln”. Stiftelsen Ingmar Bergman. http://ingmarbergman.se/verk/timglasetsoppkitteln. Läst 16 oktober 2015.
8. ↑  ”Macbeth”. Stiftelsen Ingmar Bergman. http://ingmarbergman.se/verk/macbeth. Läst 16 oktober 2015.
9. ↑  ”Svanevit”. Stiftelsen Ingmar Bergman. http://ingmarbergman.se/verk/svanevit. Läst 16 oktober 2015.
10. ↑  ”En midsommarnattsdröm”. Stiftelsen Ingmar Bergman. http://ingmarbergman.se/verk/en-midsommarnattsdröm. Läst 16 oktober 2015.
11. ↑  ”Kaspers död”. Stiftelsen Ingmar Bergman. http://ingmarbergman.se/verk/kaspers-död. Läst 16 oktober 2015.
12. ↑  ”Vem är jag eller När fan ger ett anbud”. Stiftelsen Ingmar Bergman. http://ingmarbergman.se/verk/vem-är-jag-eller-när-fan-ger-ett-anbud. Läst 16 oktober 2015.
13. ↑  ”U39”. Stiftelsen Ingmar Bergman. http://ingmarbergman.se/verk/u39. Läst 16 oktober 2015.
14. ↑  ”Geografi och kärlek”. Stiftelsen Ingmar Bergman. http://ingmarbergman.se/verk/geografi-och-kärlek. Läst 15 oktober 2015.
15. ↑  ”Röd i det blå”. Musikverket. http://calmview.musikverk.se/CalmView/Record.aspx?src=CalmView.Performance&id=PERF14162&pos=445. Läst 5 maj 2016.
16. ↑  ”Solfjädern”. Musikverket. http://calmview.musikverk.se/CalmView/Record.aspx?src=CalmView.Performance&id=PERF14161&pos=446. Läst 5 maj 2016.
17. ↑  ”Kärlekens komedi”. Musikverket. http://calmview.musikverk.se/CalmView/Record.aspx?src=CalmView.Performance&id=PERF14122&pos=447. Läst 5 maj 2016.
18. ↑  ”Jane”. Musikverket. http://calmview.musikverk.se/CalmView/Record.aspx?src=CalmView.Performance&id=PERF14111&pos=449. Läst 5 maj 2016.
19. 1 2  ”Inte för er, mina damer”. Musikverket. http://calmview.musikverk.se/CalmView/Record.aspx?src=CalmView.Performance&id=PERF14109&pos=453. Läst 4 maj 2016.
20. ↑  ”Harvey”. Musikverket. http://calmview.musikverk.se/CalmView/Record.aspx?src=CalmView.Performance&id=PERF14110&pos=454. Läst 5 maj 2016.
21. ↑  ”Dafne”. Musikverket. http://calmview.musikverk.se/CalmView/Record.aspx?src=CalmView.Performance&id=PERF14095&pos=455. Läst 4 maj 2016.
22. ↑  ”Ungkarlsmamman”. Musikverket. http://calmview.musikverk.se/CalmView/Record.aspx?src=CalmView.Performance&id=PERF14166&pos=456. Läst 4 maj 2016.
23. ↑  ”Skaffa mig en våning”. Musikverket. http://calmview.musikverk.se/CalmView/Record.aspx?src=CalmView.Performance&id=PERF14160&pos=457. Läst 4 maj 2016.
24. ↑  ”Den eviga kärleken”. Musikverket. http://calmview.musikverk.se/CalmView/Record.aspx?src=CalmView.Performance&id=PERF14101&pos=460. Läst 5 maj 2016.
25. ↑  ”Spindelnätet”. Musik- och Teaterbiblioteket. https://calmview.musikverk.se/CalmView/Record.aspx?src=CalmView.Performance&id=PERF14293&pos=36. Läst 17 juli 2025.
26. ↑   Spindelnätet på Lilla teatern, programblad, 1958